# Typex
Typex (Тайпэкс) — британская шифровальная машина, использовавшаяся с 1937 года, аналог коммерческой немецкой Энигмы с рядом улучшений и повышенным уровнем безопасности. Typex и её многочисленные усовершенствованные аналоги использовалась до середины 1950-х годов, до момента, когда начали использоваться другие, более современные военные системы шифрования.

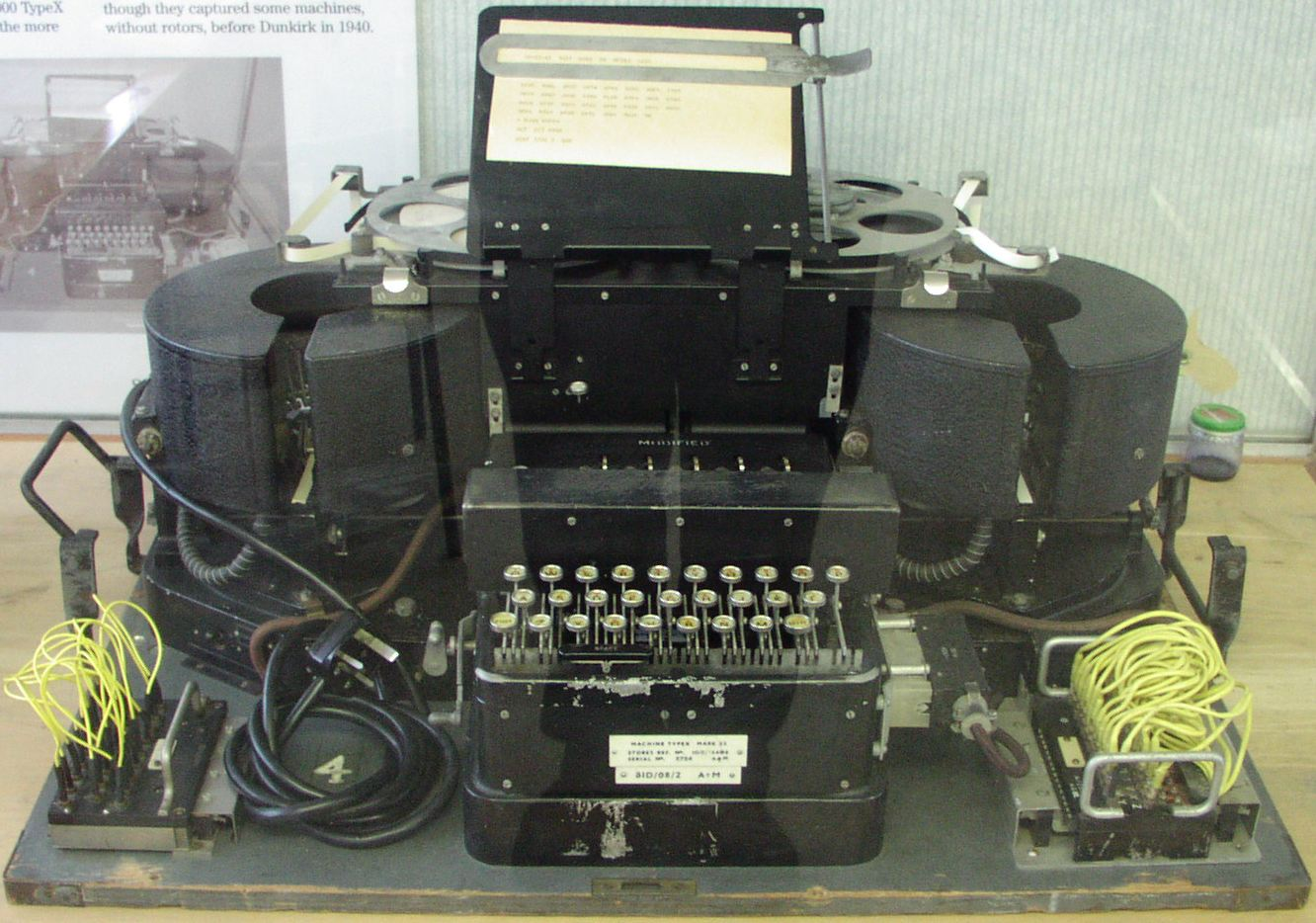
Модель Typex 22 с двумя блоками управления

## Описание
Как и Энигма, Typex была роторной машиной. Однако, в отличие от Энигма, Typex состояла из пяти роторов, что на два-три больше чем в Энигма. Как и в случае с Энигма, в Typex было возможным отправлять сигнал через роторы дважды, используя «отражатель» на конце ротора. На роторах Typex каждый электрический контакт был удвоен для повышения надёжности.
Из пяти роторов, как правило, первые два были стационарными, что позволяло обеспечивать дополнительное шифрование без усложнения механизмов поворота ротора. Их назначение было схоже с блоками в Энигма, в частности, они способны были совершать дополнительную рандомизацию с возможностью её регулирования. Однако, в отличие от блоков в Энигма, проводку этих двух роторов было невозможно менять также часто. Схожие альтернативные блоки были добавлены уже в более поздние версии Typex.
Основное усовершенствование Typex состояло в том, что роторы в машине содержали множество выемок, которые поворачивали соседний ротор. Это позволило исключить целый класс атак на систему, в то время как фиксированные метки Энигма приводили к появлению видимых шаблонов в зашифрованном тексте.
Некоторые роторы Typex состояли из двух частей: металлическая часть, содержащая проводку, была вставлена в металлический корпус. Различные корпуса содержали различное количество выемок по ободу. Каждая часть с проводкой могла быть вставлена в корпус двумя различными способами. Во время функционирования машины все её роторы должны были быть с одинаковым количеством выемок.
На некоторых моделях операторы могли печатать со скоростью 20 слов в минуту, а выходной зашифрованный текст или открытый текст печатались на бумажной ленте. В некоторых портативных версиях, таких как Mark III, сообщение печаталось левой рукой, а прокручивание производилось правой.

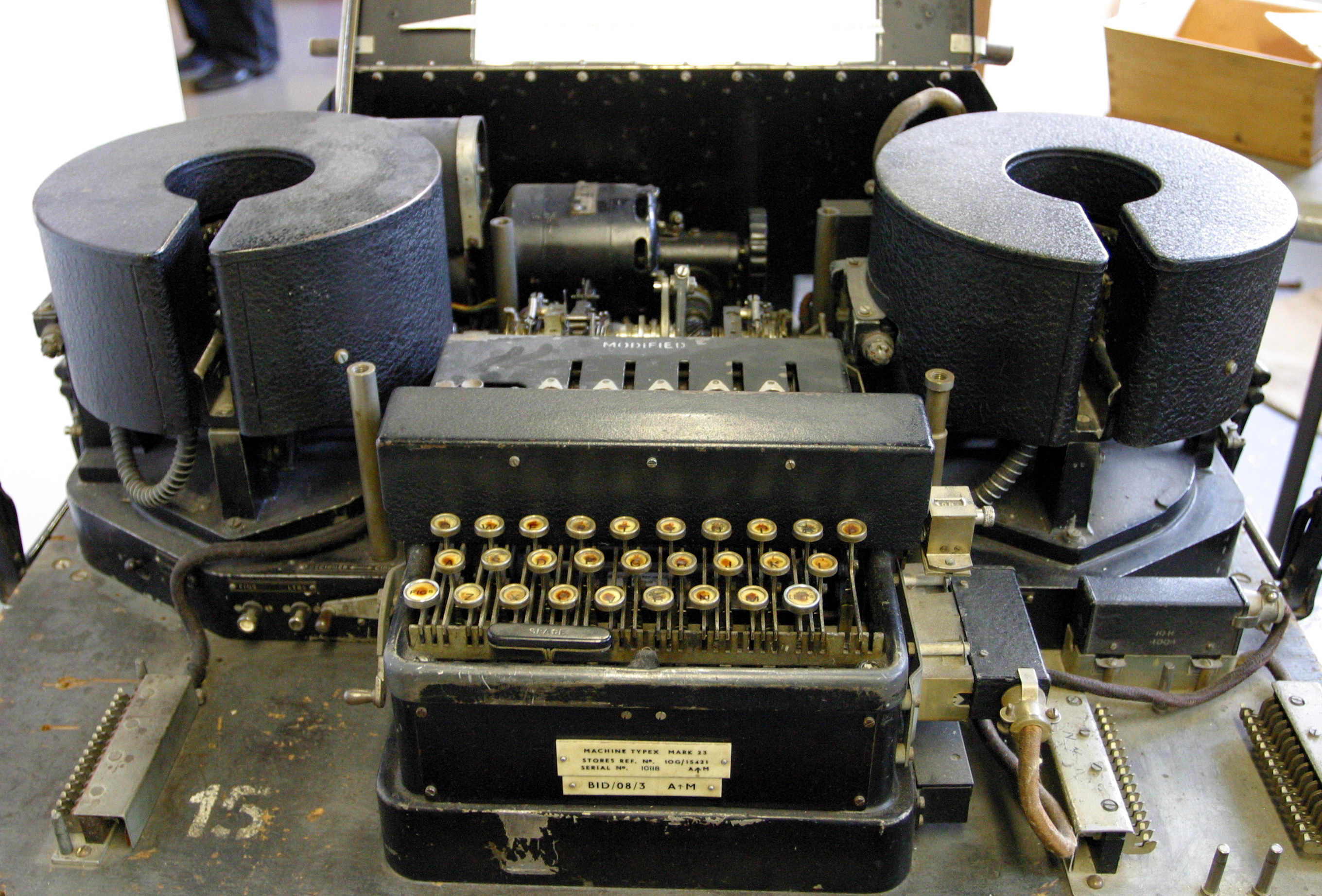
Typex 23 был похож на Mark 22, но был модифицирован для использования с Combined Cypher Machine (CCM).

## История и развитие
В 1920-е годы британское правительство искало замену своим системам книжных кодов, которые оказались небезопасными, медленными и неудобными в использовании. В 1926 году был создан межведомственный комитет для рассмотрения вопроса о том, могут ли они быть заменены шифровальными машинами. В течение нескольких лет комитет рассматривал несколько вариантов, однако ни одного предложения не было принято. После чего, одно из предложений было выдвинуто командиром крыла Освином Г. В. Лайвудом, с идеей приспособить коммерческую Энигма путем добавления к машине печатной части. Однако комитет аналогично решил отклонить предложение Лайвуда.

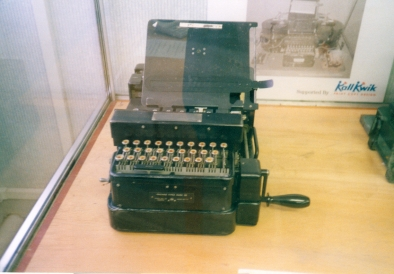
Typex Mk III — портативная версия с ручкой

Тем не менее в августе 1934 года Лайвуд начал работу над машиной, утвержденной ВВС. Лайвуд работал с Дж. К. Коулсоном, Альбертом П. Леммоном и Эрнестом В. Смитом в Кидбруке в Гринвиче с отделом печати, предоставленным Creed & Company. Уже первый прототип был доставлен в министерство авиации 30 апреля 1935 года, и в начале 1937 года около 30 машин Typex Mark I были поставлены в ВВС. Первоначально машина называлась «RAF Enigma с насадками типа X».
Проект по усовершенствованию модели начался в феврале 1937 года. Итого, в июне 1938 года комитет одобрил модель Typex Mark II и утвердил заказ на 350 машин. Модель Mark II включала в себя два принтера: один для открытого текста и один для шифрованного текста. В результате машина получилось значительно больше, чем Энигма, и весила около 120 фунтов (54 кг) с размерами 760 мм × 560 мм × 360 мм. После испытаний машина была принята на вооружение ВВС, армии и других правительственных ведомств. Во время Второй мировой войны крупными изготовителями Typex были изготовители табличных машин Powers-Samas.
Модель Typex Mark III была более портативным вариантом, использующим те же цилиндрические устройства, что и машины Mark II, приводимые в движение поворотом рукоятки (также была возможность присоединения моторного привода). Максимальная рабочая скорость, однако, составляла около 60 букв в минуту, что было значительно медленнее, чем для Mark II (300 букв в минуту).
Модель Typex Mark VI была ещё одним аналогом с ручкой, и составляла в размерах 510 мм × 300 мм × 230 мм, с весом 14 кг, и состоящая из более чем 700 компонентов. Щитки для отражателя были добавлены в машину в ноябре 1941 года.
Для связи между союзниками во время Второй мировой войны была разработана комбинированная шифровальная машина (КШМ), которая использовалась в ВВС Великобритании с ноября 1943 года. КШМ была реализована путем внесения изменений в Typex и одновременно в машину ECM Mark II Соединенных Штатов, чтобы они могли быть адаптированы друг к другу.
Typex Mark VIII представляла собой Mark II, оснащенная перфоратором Морзе.
Typex 22 и Typex 23 были поздними моделями, которые включали в себя специальные блоки для повышения безопасности. Mark 23 представляла собой модификацию Mark 22 для использования с КШМ. В Новой Зеландии 1 января 1950 года Mark II и Mark III были заменены на Mark 22 и Mark 23. До 1960 года ВВС использовали комбинацию Creed Teleprinter и Typex. Это объединение позволило одному оператору использовать перфоленту и распечатки как для отправки, так и для получения зашифрованного материала.
По оценкам Эрскина (2002), к концу Второй мировой войны было создано около 12000 машин Typex.

## Безопасность и использование
Typex использовался британскими вооруженными силами и странами Содружества, включая Канаду и Новую Зеландию.
С 1943 года американцы и англичане договорились о совместной комбинированной шифровальной машине (КШМ). Таким образом, британский Typex и американский ECM Mark II имели возможность совместной работы. Британцы показывали устройство Typex американцам, но американцы никогда не позволяли британцам видеть ECM. Однако это не помешало внедрить в оба устройства систему, позволяющую читать сообщения друг друга.
Несмотря на то, что британская тестовая криптоаналитическая атака достигла значительного прогресса, результаты были не такими значительными по сравнению с Энигма, так как Энигма обладала повышенной сложностью системы и низким уровнем трафика.
Безроторная машина Typex была захвачена немецкими войсками в Дюнкерке во время битвы за Францию, и несколько немецких криптоаналитических отделов предлагали попытаться взломать Typex. Однако организация B-Dienst, взломавшая код, отказалась от неё через шесть недель, когда им было отказано в дополнительном времени и персонале для проведения соответствующих работ.
Один немецкий криптоаналитик заявил, что Typex более защищен, чем Энигма, поскольку у неё было семь роторов, и, таким образом, невозможно было реализовать никаких серьёзных усилий для взлома сообщений.
Хотя Typex был заявлен как имеющий хорошую безопасность, исторические данные намного менее ясны. В настоящее время ведётся расследование по вопросу надёжности Typex. Так немецкие военные из Северной Африки утверждали, что текст, созданный с помощью Typex, удалось расшифровать.
Краткая выдержка из отчёта
TOP SECRET U [ZIP/SAC/G.34]

ГЛАВНЫЙ СЕКРЕТ И ВОЗМОЖНАЯ ЭКСПЛУАТАЦИЯ TYPEX НЕМЕЦКИМИ УСЛУГАМИ SIGINT

Ниже приводится краткое изложение информации, полученной к настоящему времени о попытках Германии прорваться к британской машине Typex, основанной на P / W опросах, проведенных во время и после войны. Оно разделено на (а) допросы в Северной Африке, (б) информацию, собранную после окончания войны, и (в) попытку обобщить доказательства за и против вероятности германских успехов. Помимо неподтвержденного сообщения от агента во Франции 19.07.42 о том, что GAF использовали две британские машины, захваченные в Дюнкерк, для прохождения собственного трафика между Берлином и Голдап, наши доказательства во время войны основывались на сообщениях о том, что OKH пользовались материалами Typex, оставленными в Тобрук в 1942 году.
Машины Typex продолжали использоваться после Второй мировой войны. Военные службы Новой Зеландии продолжали использовать их до начала 1970-х годов, утилизировав последнюю машину примерно в 1973 году.

## Преимущества над Энигма
Все версии Typex имели преимущества перед немецкими военными версиями машины Энигма. Немецкими эквивалентными телетайпными машинами во Второй мировой войне являлись Lorenz SZ 40/42 и Siemens und Halske T52, использующие шифры Fish.
В большинстве версий Энигма для эффективной работы требовалось два оператора: один оператор для ввода текста в Энигма, а другой — для копирования зашифрованных или расшифрованных символов. Для Typex требовался один оператор.
Typex мог избегать ошибок оператора при копировании, поскольку зашифрованный или расшифрованный текст автоматически печатался на бумажной ленте. В отличие от Энигма, машины Typex I были связаны с телетайпами, в то время как машины Typex II могли быть связаны с ними при необходимости.
Сообщения Энигма было необходимо написать, зашифровать, передать, получить, расшифровать и записать снова, в то время как сообщения Typex можно было напечатать, а зашифровка и передача происходили автоматически за один шаг.